# Ladislau Incze
Ladislau Incze (n. 17 octombrie 1918, Mureș-Oșorhei, Austro-Ungaria – d. 1969, Târgu Mureș, România) a fost un fotbalist maghiar din România, jucător în echipa națională de fotbal a României, pentru care a marcat șase goluri.
În data de 30 septembrie 1945 a debutat în echipa națională a României, într-un meci cu echipa națională de fotbal a Ungariei, când l-a înlocuit la pauză pe Remus Ghiurițan. A jucat pentru ultima oară în echipa națională a României la 6 iunie 1948, într-un meci împotriva Ungariei.

## Legături externe
- Ladislau Incze II, pe romaniansoccer.ro